# Safari (bande dessinée)
Pour les articles homonymes, voir Safari.
Safari est une bande dessinée belge mais plus spécialement flamande, créée et scénarisée par Willy Vandersteen et dessinée par Karel Biddeloo.
Il existe 21 albums parus en langue française pour cette série, entre 1970 et 1973, édités en France par Erasme.

## Épisodes
Chaque série de Vandersteen est caractérisée par une couleur de couverture. Pour Safari, c'est l'orange
- 1 Mission dangereuse 1970
- 2 Chasse interdite 1970
- 3 Etranges alliés 1971
- 4 La grande migration 1971
- 5 La chasse aux buffles 1971
- 6 Drames sur les rives du lac Nakuru 1971
- 7 La girafe blanche 1971
- 8 Le masque 1971
- 9 La danse du serpent 1972
- 10 Le convoi suspect 1972
- 11 Avec lance et bouclier 1972
- 12 La grande battue 1972
- 13 Le village tranquille 1972
- 14 La panthère noire 1973
- 15 Le mystère autour de l'arche 1973
- 16 Les grottes de Balani 1973
- 17 Kichwa le gorille 1973
- 18 Les forces mystérieuses 1973
- 19 La vipère jaune 1973
- 20 Tangali en détresse 1973
- 21 Tembo mafita 1973